# 가부시마섬

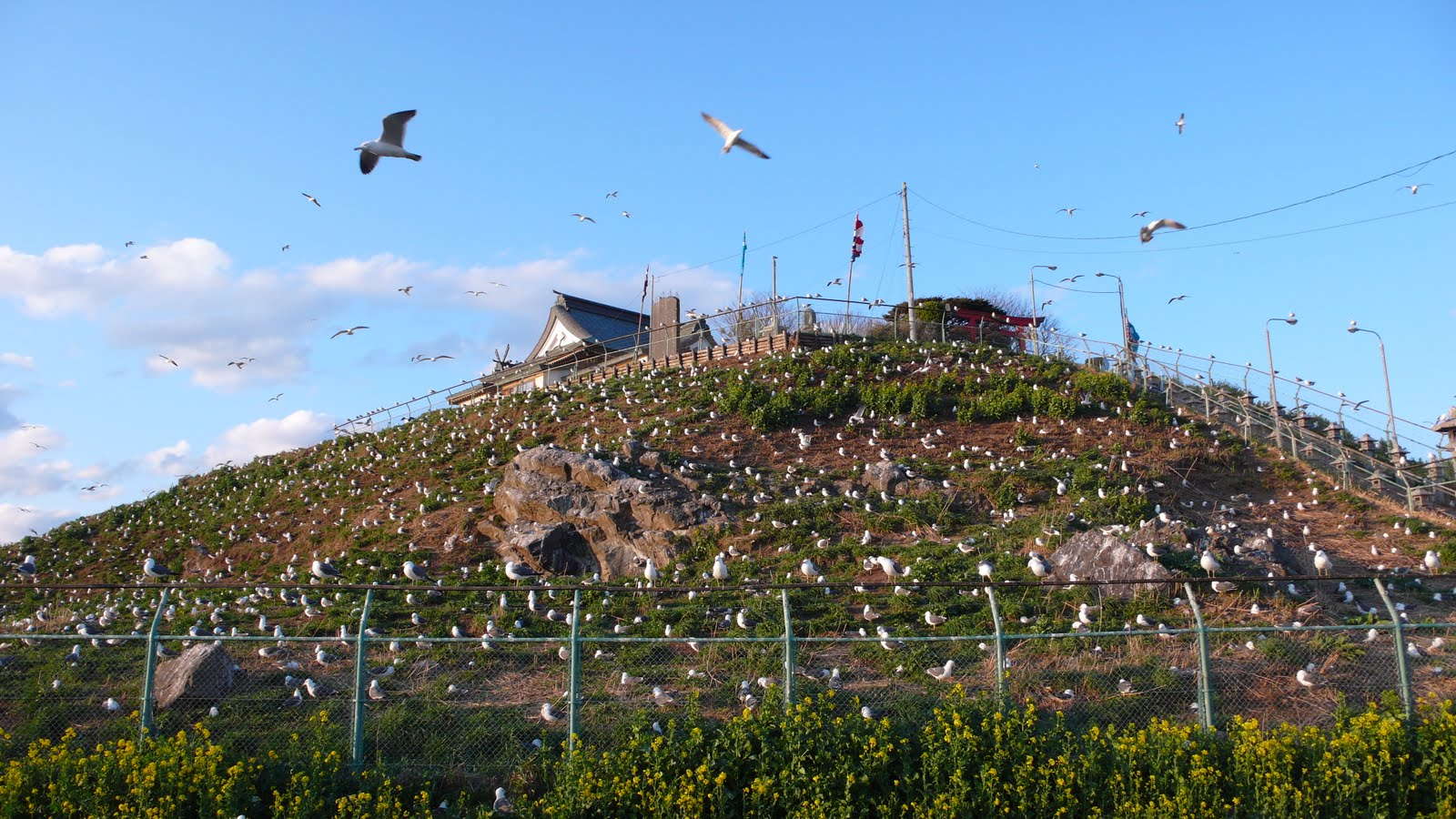
가부시마섬의 모습

가부시마섬(蕪島)은 일본 혼슈 도호쿠 아오모리현 하치노헤시의 섬이다. 이 섬은 현재 혼슈와 연결되어 부속 섬이 아닌 혼슈 본토가 되었다. 바닷새가 많이 서식하고 있다. 면적은 0.017 km2이며 최고 높이는 19m로 그다지 높은 섬은 아니다.